# Akademikernes A-kasse
Akademikernes A-kasse (AKA) er Danmarks største a-kasse med omkring 285.000 medlemmer. Akademikernes A-kasse blev etableret 1. juli 2013 og er resultatet af fusionen mellem Akademikernes A-kasse (AAK) etableret i 1974 og Ingeniørernes A-kasse (IAK) etableret i 1973.
Lasse Grønbach har været bestyrelsesformand for a-kassen siden 12. november 2020. Han afløste Thomas Damkjær Petersen som var tiltrådt 4. januar 2019.
A-kassens tidligere administrerende direktør Michael Valentin Hald, blev fyret i september 2018 efter tip fra medarbejder.

## Medlemmer
Med omkring 285.000 medlemmer pr. januar 2023 er Akademikernes A-kasse den største a-kasse i Danmark.
Medlemmerne i Akademikernes omfatter højtuddannede selvstændige og lønmodtagere fra det offentlige og private arbejdsmarked samt studerende fra universiteter og højere læreanstalter.

## Ydelser og tilbud
Udbetaling af dagpenge, karriererådgivning, events, online kurser, workshops, program for iværksættere, digitale værktøjer og jobformidling mellem deres ledige medlemmer og virksomheder. Akademikernes A-kasse tilbyder virksomheder og organisationer gratis rekruttering af højtuddannede medarbejdere.
Akademikernes A-kasse har et tilbud om kontingentfritagelse for studerende under 30 år. Kontingentfritagelsen gælder i op til 5 år som studerende.

## Lokationer
Akademikernes A-kasse har hovedkontor i København, men har derudover afdelinger i Aarhus, Odense, Aalborg, Herning og Esbjerg.

## Repræsentantskab og bestyrelse
Akademikernes A-kasse er en selvstændig forening og en såkaldt statsanerkendt arbejdsløshedskasse. Repræsentantskabet er Akademikernes’ øverste myndighed, og består af bestyrelsesformanden og repræsentanter for de 18 medlemsorganisationer, der er tilknyttet Akademikernes A-kasse.
De 18 medlemsorganisationer omfatter:
Ansatte Tandlægers Organisation
Dansk Formands Forening
Dansk Kiropraktor Forening
Dansk Mejeriingeniør Forening
Dansk Musikpædagogisk Forening
Dansk Organist og Kantor Samfund
Dansk Psykolog Forening
Den Danske Dyrlægeforening
Landinspektørforeningen
Præsteforeningen
Djøf
Forbundet Arkitekter og Designere
Hovedorganisationen af Officerer i Danmark
Ingeniørforeningen, IDA
Lægeforeningen
Maskinmestrenes Forening
Pharmadanmark
Tandlægeforeningen

## Fusion
4. oktober 2012 besluttede repræsentantskaberne i Akademikernes A-kasse og Ingeniørernes A-kasse at fusionere. 1. juli 2013 trådte fusionen i kraft, og de to a-kasser blev til Akademikernes. Siden har organisationen skiftet navn til Akademikernes A-kasse.

## Opsigelsen af Michael Valentin
A-kassens tidligere administrerende direktør, Michael Valentin Hald, blev fyret i september 2018, og politianmeldt for at have modtaget returkommission i form af vinrejser, samt afholdelse af middage med vinsmagning og et wellness-ophold i Spanien. Efterfølgende har både formanden Allan Luplau og de to næstformænd Bolette Sillassen og Ole Helby trukket sig fra deres poster, efter at whistlebloweren, vicedirektør Lars Kreutzmann, der bragte sagen frem, også har afsløret at medlemmer af direktionen har forsøgt at fortie forholden der førte til fyringen. Sagen har medført, at a-kassen har indført en whistleblowerordning, men også at whistlebloweren er blevet opsagt, på trods af at han ikke har været en del uregelmæssigheder.